# Ras (proteina)
Ras è il nome dato a una famiglia di proteine correlate, trovate all'interno delle cellule, comprese le cellule umane. Tutti i membri della famiglia delle proteine Ras appartengono ad una classe di proteine chiamate piccole GTPasi (small GTPase), e sono coinvolte nella trasmissione di segnali all'interno delle cellule (trasduzione del segnale cellulare). Ras è il membro prototipo della superfamiglia delle proteine Ras, che sono tutte correlate alla loro struttura tridimensionale, e regolano diversi comportamenti cellulari.

## Etimologia
L'origine del nome Ras è l'abbreviazione di Rat sarcoma, sarcoma del ratto, che riflette il modo in cui sono stati scoperti i primi membri della famiglia proteica. Il nome ras è anche usato per riferirsi alla famiglia di geni che codificano per queste proteine.

## Funzionamento
Quando Ras è "attivato" da segnali in arrivo, esso si trasferisce successivamente su altre proteine che, in ultima analisi, attivano i geni coinvolti in crescita cellulare, differenziazione e sopravvivenza. Come risultato le mutazioni nei geni Ras possono portare alla produzione di proteine Ras permanentemente attive. Ciò può causare segnalazioni indesiderate e iperattive all'interno della cellula, anche in assenza di segnali in ingresso.

## Oncogene
Poiché questi segnali conducono a crescita e divisione cellulare, un segnale Ras iperattivo in ultima analisi può portare al cancro. L'oncogene Ras è il più comune nei tumori umani. Mutazioni che attivano in modo permanente Ras si riscontrano nel 20-25% di tutti i tumori umani e fino al 90% in alcuni tipi di tumore, ad esempio pancreatici.

## Ras umano
I tre geni umani ras codificano proteine molto simili costituite da catene di 188-189 aminoacidi, designate H-Ras, N-Ras e K-Ras4A e K-Ras4B (le due K-Ras proteine derivanti da splicing alternativo).

## Struttura
Una delle proteine Ras è una switch protein di circa 189 amminoacidi con attività GTPasica. Ras dà il nome alla principale e meglio caratterizzata via iniziata dai recettori tirosin-chinasici che segue con una cascata di protein chinasi, ed in specifico nel ciclo di proliferazione e differenziazione cellulare. Nella sua struttura è stato riconosciuto anche un dominio RNA contenente quelle che sembrerebbero sequenze Alu (un tipo di sequenza SINE). Ras è una proteina G monomerica formata da α-eliche e β-foglietti uniti tra loro tramite strutture ad anello. Dotata di due regioni switch-1 e switch-2 che cambiano la loro conformazione a seconda se siano legate a GDP o GTP, si alterna tra uno stato "acceso" in cui è legata al GTP, e uno "spento" in cui è legata a GDP.

## Meccanismo
La via inizia con il legame di un ligando a un recettore tirosin-chinasico (RTK) posto sulla membrana plasmatica. Questo recettore viene attivato solo se dimerizza con un altro RTK, allora i due recettori si fosforileranno a vicenda attivandosi(il meccanismo è detto transfosforilazione).  Il recettore così attivato si lega al dominio SH2 della proteina adattatrice Grb2, che svolge il suo ruolo senza essere fosforilata. Infatti, il suo dominio SH3 si lega alla proteina SOS attivandola, senza che ci siano reazioni di fosforilazione. SOS è quindi portato nelle vicinanze della membrana plasmatica dove può legarsi a Ras sostituendo il GDP con il GTP e portarla quindi nel suo stato attivato. SOS perciò funziona da fattore di scambio nucleotidico (GEF). Il modo in cui il complesso Ras-GTP riesce ad attivare la tappa successiva della via è in gran parte noto. È risaputo che Ras attivata si lega all'N-terminale di una proteina Ser/Thr chinasi chiamata c-Raf, attivandola.

## Isoforme
Esistono tre isoforme della proteina Raf, o Raf chinasi. La prima, c-Raf è espressa in tutti i tipi di tessuto, l'isoforma Raf-A è espressa in certi organi interni (come il rene), mentre B-Raf è molto alto nel sistema nervoso e nelle cellule del midollo osseo. Ras può legare tutte e tre le forme di Raf, con affinità diversa. Raf fosforila due residui di serina delle protein chinasi MEK1 e MEK2, chinasi con specificità doppia, capace cioè di fosforilare sia residui di serina che residui di tirosina. Infine, MEK fosforila un'altra serina/treonina chinasi, le MAP chinasi (ERK-1 ed ERK-2), attivandole e la cui azione può mediare numerose risposte cellulari.

## GEF
L'attivazione di Ras, così come quella di tutte le altre proteine facenti parte della superfamiglia delle GTPasi, è accelerata dal fattore di scambio dei nucleotidi guaninici (GEF), il quale si lega a Ras permettendo il distacco del GDP. Poiché la concentrazione cellulare di GTP è nettamente superiore a quella del GDP, il GTP si lega liberamente alle proteine Ras lasciate "vuote" permettendo il rilascio di GEF.I tre geni umani ras codificano proteine molto simili costituite da catene di 188-189 aminoacidi, designate H-Ras, N-Ras e K-Ras4A e K-Ras4B (le due K-Ras proteine derivanti da splicing alternativo).

## Disattivazione
La sua disattivazione è invece regolata dalla proteina GAP che ha attività GTPasica. La sua attività può dipendere da fattori stechiometrici o per fosforilazione. È stato visto che l'acido arachidonico (prodotto per azione della fosfolipasi A2) può inibire la RasGAP con modalità allosterica. In entrambi i casi si è però potuto sperimentare che in assenza di GAP il complesso Ras-GTP ha un'emivita di 1-5h; in presenza di RasGAP questa non supera i 5 min.